# 亞瓜龍 (巴拉圭)

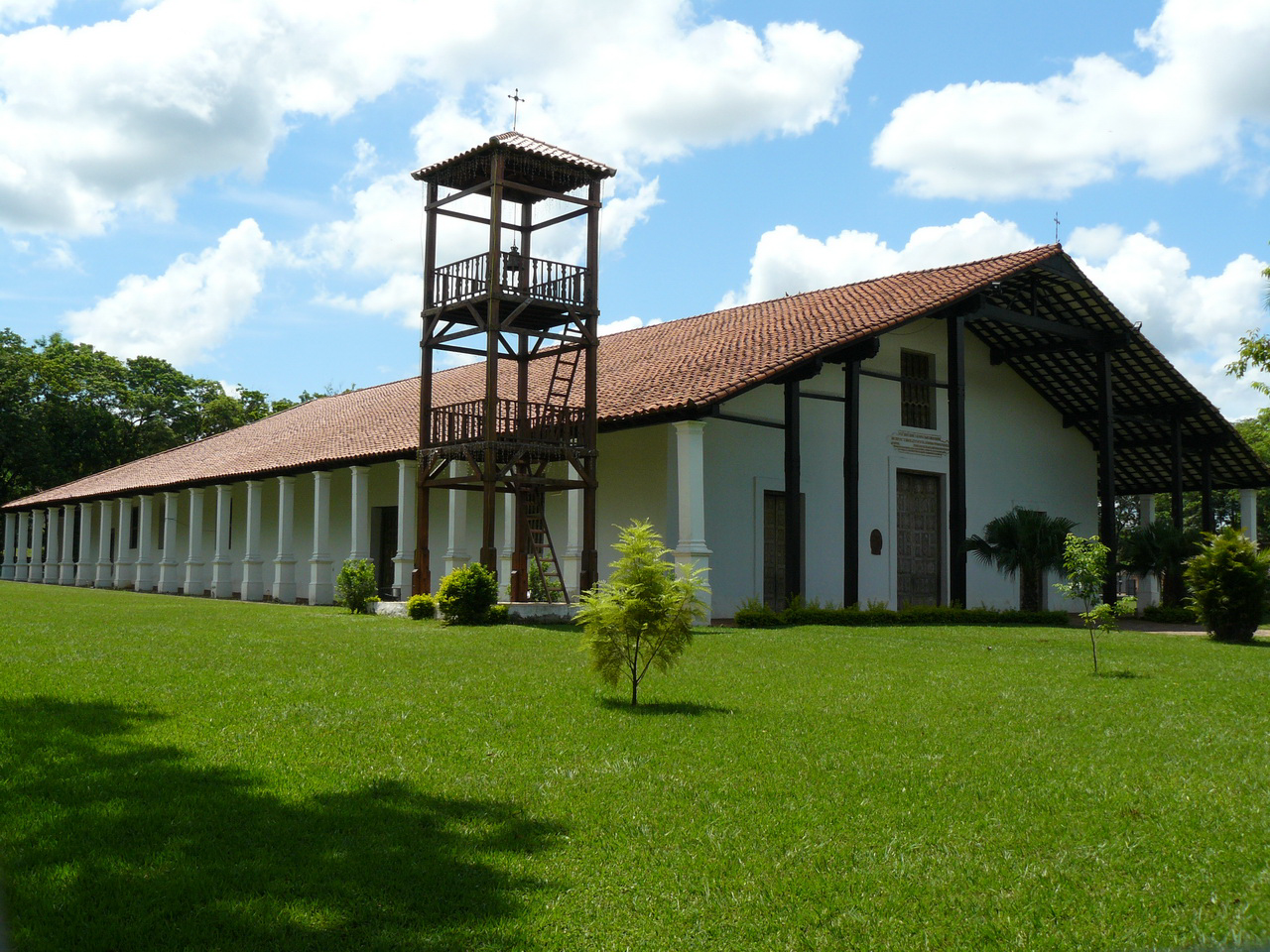

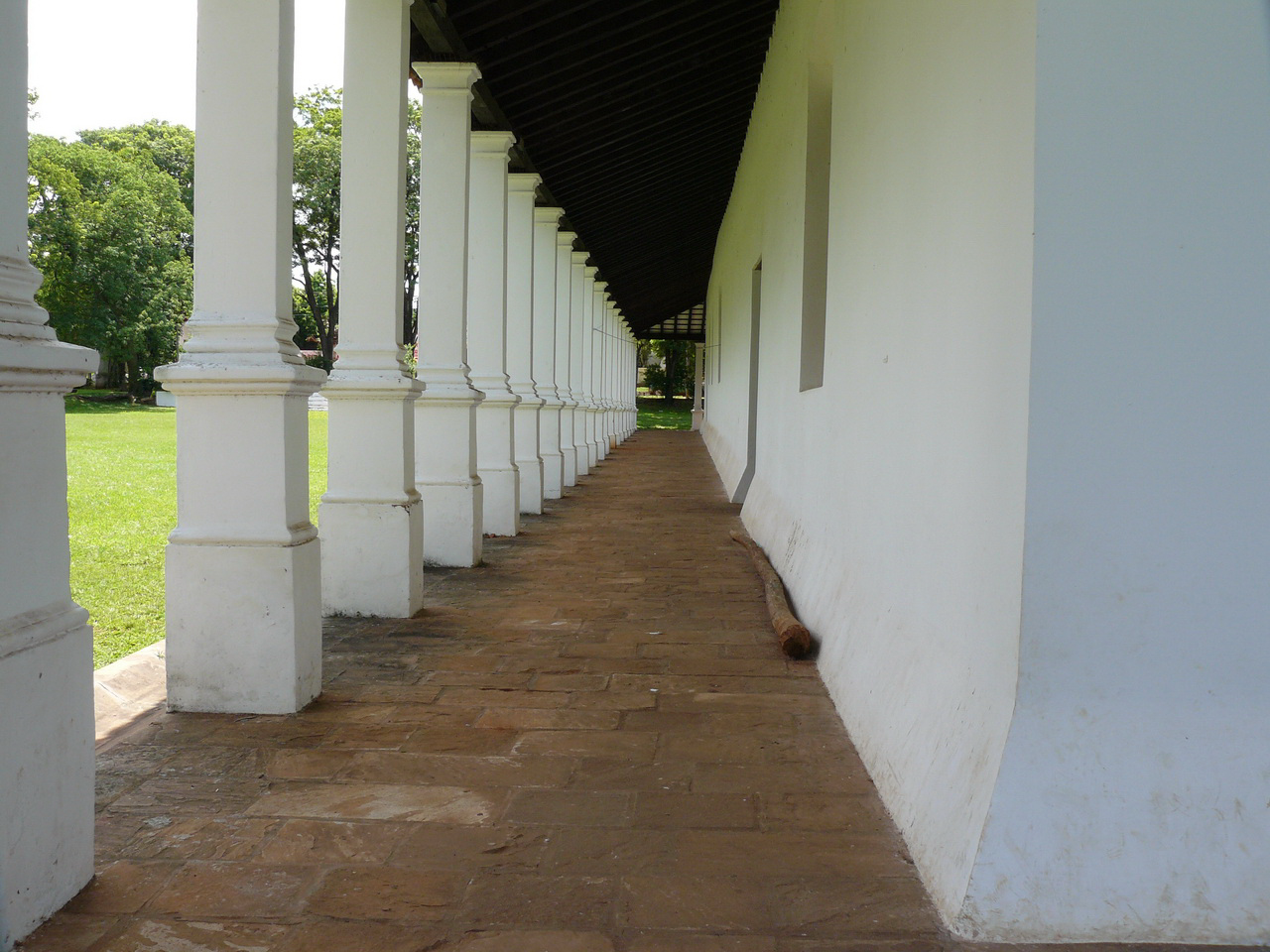

亞瓜龍（西班牙語：Yaguarón），是巴拉圭的城鎮，位於該國西南部，由巴拉瓜里省負責管轄，距離亞松森48公里，始建於1539年，面積192平方公里，海拔高度61米，2002年人口27,250，人口密度每平方公里135人。